# Trichopterigia miantosticta
Trichopterigia miantosticta är en fjärilsart som beskrevs av Louis Beethoven Prout 1958. Trichopterigia miantosticta ingår i släktet Trichopterigia och familjen mätare. Inga underarter finns listade i Catalogue of Life.